# Rooftop
«Rooftop» (en español: «Azotea») es una canción interpretada por la cantante sueca Zara Larsson e incluida su primer álbum de estudio, 1 (2014) y en su EP debut a nivel internacional, Introducing (2013). El sencillo fue lanzado digitalmente el 15 de septiembre de 2014. Rooftop, ha alcanzado el puesto número 6 en Suecia, y ha recibido la certificación de platino por parte de la Asociación Sueca de la Industria de la Grabación.

## Vídeo musical
Al comienzo del vídeo, se observa a Larsson en automóvil. Más tarde se encuentra caminando y a la vez corriendo con amigas por la calle, y juntas se dirigen a una fiesta. En la fiesta Larsson se siente atraída por un chico que ve y este siente lo mismo por ella. Zara decide buscarlo durante el transcurso de la fiesta, hasta que es el, el que la encuentra a ella e intercambian miradas y sonrisas, pero detrás de ellos comienza una pelea que se descontrola y se termina cayendo una antorcha sobre un sillón comenzando un incendio en lugar. Los jóvenes se retiran corriendo del lugar y a la vez llega la policía. Cuando el chico sale de la fiesta ve pasar un automóvil y dentro de él se encuentra Larsson quien mira con atención lo que sucede. El vídeo fue lanzado el 26 de septiembre de 2014 y fue dirigido por Måns Nyman.

## Lista de canciones
| Descarga digital |                          |          |  |
| N.º              | Título                   | Duración |  |
| 1.               | «Rooftop»                | 3:59     |  |
| 2.               | «Rooftop (Instrumental)» | 3:59     |  |

## Posicionamiento en las listas

### Semanales
| Suecia | Sverigetopplistan' | 6 |

## Certificaciones
| País      | Organismo certificador | Certificación | Ventas certificadas | Simbolización | Ref.  |
| --------- | ---------------------- | ------------- | ------------------- | ------------- | ----- |
| Dinamarca | IFPI                   | Oro           | 45 000              | ●             | [ 6 ] |
| Suecia    | GLF                    | Platino       | 40 000              | ▲             | [ 7 ] |

## Historial de lanzamientos
| País   | Fecha                    | Formato          | Discográfica      | Ref.  |
| ------ | ------------------------ | ---------------- | ----------------- | ----- |
| Suecia | 15 de septiembre de 2014 | Descarga digital | TEN · Epic · Sony | [ 1 ] |